# CAS500-1
CAS500-1 (Compact Advanced Satellite 500-1) ist ein Erdbeobachtungssatellit des südkoreanischen Korea Aerospace Research Institute (KARI).
Er wurde am 22. März 2021 um 6:07 UTC mit einer Sojus-2.1a/Fregat-M-Trägerrakete vom Raketenstartplatz Baikonur (zusammen mit 37 weiteren Satelliten) in eine sonnensynchrone Umlaufbahn gebracht.
Der dreiachsenstabilisierte Satellit ist mit einer als AEISS-C (Advanced Earth Imaging Sensor System) bezeichneten Kamera ausgerüstet und soll Bilder der Erde mit einer Auflösung von 0,5 m panchromatisch und 2,0 m multispektral für staatliche Organisationen aufnehmen. Die Bilder sollen für unterschiedliche Erdbeobachtungsaufgaben wie beispielsweise zur Landvermessung und zur Unterstützung der Landschaftsplanung genutzt werden. CAS500-1 ist der erste Satellit der CAS500-Serie, die auf einem neuen Satellitenbus für die koreanische Satellitenindustrie basiert. Die geplante Betriebsdauer des Satelliten beträgt vier Jahre.